# Csomafáji református templom
A csomafáji református templom műemlékké nyilvánított templom Romániában, Kolozs megyében. A romániai műemlékek jegyzékében a CJ-II-m-B-07570 sorszámon szerepel.